# Paul-Armand du Chastel de la Howarderie
Pour les articles homonymes, voir Famille du Chastel de la Howarderie.
Paul-Armand, comte du Chastel de la Howarderie, né à Kain-lez-Tournai en Belgique le 26 mai 1847 et mort à Neuvireuil  (Pas-de-Calais) en France le 28 juin 1936 est un généalogiste franco-belge, auteur d'une œuvre généalogique considérable concernant le Nord de la France et la Belgique. Il a publié entre autres une série sur les quarante familles belges les plus anciennes subsistantes vers 1900.

## Famille

Armes de la famille du Chastel de la Howarderie

Né au château de la Tombe à  Kain-lez-Tournai le 26 mars 1847, Paul-Armand est reconnu à sa naissance par le comte Armand du Chastel de la Howarderie (1808-1877), bourgmestre de la Howardries, et par Marie-Louise Debaisieux (1811-1868), native du village de Rumes et issue d'une famille de cultivateurs. Il est légitimé par le mariage subséquent de ses parents le 18 novembre 1857.
Paul-Armand du Chastel appartient à une famille de noblesse féodale dont la filiation suivie remonte au début du XVe siècle, vicomte de Haubourdin en 1605 et qui selon plusieurs auteurs, dont Armand du Chastel lui-même, aurait reçu le titre de comte du Saint-Empire par diplôme (non enregistré) de 1696, ou 1702 de l'empereur Léopold Ier, (titre contesté par Jean-François Houtart),. La famille du Chastel fut reconnue noble avec le titre de comte pour tous aux Pays-Bas et en Belgique en 1827, 1857, 1864, 1867 et en 1874).
Paul-Armand du Chastel de la Howarderie épouse en 1872 Catherine Moutury (1848-1901) et en 1901 sa cousine Catherine Duplat (1882-1974). Des deux filles de son second mariage survivra uniquement Hilda du Chastel de la Howarderie (1904-2002), qui demeura célibataire au château de Neuvireuil, finissant dès lors cette lignée. Paul-Armand meurt le 28 juin 1936 dans son manoir de Neuvireuil dans le Pas-de-Calais.

## Généalogiste
Né hors mariage et d'une "mésalliance", Paul-Armand du Chastel n'est pas accepté par sa famille et cela complique ses relations avec le monde fermé des châtelains du Tournaisis, avec lesquels il cousine. Sa propre famille paternelle va même jusqu'à lui refuser l'accès aux archives, conservées aux châteaux de Bruyelles (à Hollain, lez-Antoing) et de Wez-Velvain. À ce propos, Paul-Armand écrit dans la préface de son ouvrage Un cartulaire de La Howarderie:

« Depuis vingt ans, je m’occupe de recherches généalogiques sans jamais avoir pu consulter les archives de mon lignage. Bien que ces documents soient une propriété commune à toutes les personnes du nom et que le chef de famille ne les conserve qu’à titre de fidéi-commis, les prétextes n’ont pas manqué pour me séparer des caisses poudreuses où reposent ces vénérables actes... »

Ayant rejoint la Société historique et archéologique de Tournai, il publie dans  les "Bulletins" la filiation de la plupart des familles notables établies en Flandre wallonne (aux environs de Tournai, de Lille et de Douai), leur consacrant un grand nombre d'études, notices et articles généalogiques non-sollicités et pas toujours exempts de subjectivité.

## Œuvres
(Liste non exhaustive)
- Généalogie des Seigneurs d'Aire de la Maison de Haynin, éd. Imprimerie Malo et Levasseur, rue de l'Ecorcherie, Tournai, 1872 ;
- Généalogies des familles Du Bois, dite de Hoves, et Du Vernay Du Plessis, dressées sur les titres éd. Vasseur-Delmée, 1876[15] ;
- Les toparques héréditaires des deux Howardries ou Crayon généalogique de la maison comtale du Chastel de la Howardries (Extrait des notices généalogiques tournaisiennes tiré à vingt-cinq exemplaires)", Péruwelz: Rodolphe Delmée, 1880[16] ;
- Notices généalogiques tournaisiennes, éd. Vasseur, tome 1, 1881[17]; tome 2 1884[18]; tome 3 1887[19] ;
- Épitaphes et blasons : choix d’épitaphes et d’inscriptions actuelles du canton de Tournai, suivi d’articles divers concernant l’épigraphie et le blason, éd. Vasseur-Delmée, 1882 ;
- Le Livre noir du patriciat tournaisien, ou Mémoires de Pierre de La Hamayde,... annotés et publiés par le Cte Du Chastel de La Howarderie-Neuvireuil, éd. L. Crépin, 1883 ;
- Preuves des extravagantes prétentions de la famille roturière Chanel, dite de Crouy-Chanel de Hongrie, et de la légitimité de la maison princière de Croy-Dülmen, éd. Vasseur-Delmée, 1885 ;
- Généalogie de la famille Hardy, dite de Beaulaincourt, éd. L. Crépin, 1888 ;
- Un cartulaire de la Howarderie: actes scabinaux, mémoriaux et documents divers, éd. Vasseur-Demée, Tournai, 1889[20] ;
- Études d’archéologie généalogique. Généalogie de la famille d'Aubermont, éd. Casterman, 1889 ;
- Études d'archéologie généalogique. Filiation des Dennetières avant leur anoblissement (1280 à 1523), précédée de la critique de leur origine, éd. Casterman, 1892 ;
- Généalogie de la famille tournaisienne de Bary ou de Barry, éd. Casterman, 1894 ;
- À propos de trois médailles, numismatique et généalogie, éd. Casterman, 1896 ;
- Études d’archéologie généalogique. Généalogie de la maison de Condet, dite de Bailleul, éd. Casterman, 1896 ;
- Études d’archéologie généalogique. Le Livre de raison de la famille d’Aubermont, éd. Casterman, 1896 ;
- Origine et généalogie de la famille Déchaux, éd. Vasseur-Delmée, 1897 ;
- avec Henri de Mortagne Espierre, Étude de mœurs chevaleresques au XIVe siècle. Relation du champ clos de Nancy, du 11 septembre 1386, éd. Vasseur-Delmée, 1897 ;
- Généalogie de la famille de Willem, éd. E. Delattre, 1899 ;
- Études d’archéologie généalogique. Généalogie de la famille d’Aubermont, dressée sur titres, éd. Casterman, 1899 ;
- Étude d’archéologie généalogique. Crayon généalogique de la famille tournaisienne Wetin ou Wettin, éd. E. Delattre, 1900 ;
- Notes historiques et généalogiques sur la commune d’Aymeries et la famille d’Aymeries, dite d’Aumerie, Vasseur-Delmée, 1900, 286 p.[21] ;
- Les de La Hamaide liégeois, namurois, ardennais et luxembourgeois, éd. Castermann, 1901 ;
- Les Mouton à Tournai, généalogie, notes et fragments généalogiques, éd. Castermann, 1903 ;
- Généalogie de la famille du Chastel de la Howarderie antérieurement à l'an 1500, refaite sur titres, dans: Jadis, 1904 ;
- Notes pour servir à l'histoire de Rolleghem-lez-Courtrai, de Rolleghem-Capelle, et des trois fiefs de Rolleghem dans Ypres, ainsi que de la famille qui en porte le nom et des familles Pulinx et van Déventer, 1904 ;
- Généalogie de la famille Tiébegot, éd. Casterman, 1905 ;
- Généalogie de la famille Horngacher, de Château-Vieux et Dardagny, éd. Vasseur-Delmée, 1907 ;
- Notes étymologiques, héraldiques, généalogiques, historiques et critiques sur les noms de famille et de lieu de l’ancien Tournaisis, du Hainaut, de la Flandre et de la Pèvele, éd. Casterman, 1910[22].